# Hogna inops
Hogna inops là một loài nhện trong họ Lycosidae.
Loài này thuộc chi Hogna. Hogna inops được Tord Tamerlan Teodor Thorell miêu tả năm 1890.